# Кайнакидев мост
Кайнакидевият мост (на гръцки: Γεφύρι στου Καϊνακίδη) е стар каменен мост в Егейска Македония, Гърция, в кушнишкото село Самоков (Доматия).
Мостът е най-южният мост на Самоков. Намира се на 60 m под главния път за Правища (Елевтеруполи), при западния вход на селото и пресича западната рекичка на Самокови, извираща от Кушница (Пангео), десен приток на Лъджа. Той, подобно на Османскийския, Рехимлийския и Махмуд ага мост е част от старата централна пътна ос, която свързва Амфиполис с Правища. Пътят съществува още от римски времена и е алтернатива на Виа Егнация, която минава от северната страна на Кушница.
Арката на моста е с два реда камъни, върху които личат следи от бяла мазилка с рисунки. Източната му страна е била до голяма степен покрита с развалини и отломки, арката на западната страна се е отделила от основното тяло и някои камъни от долната част на арката й са изчезнали.
В 1990 година е обявен заедно с останалите пет моста на селото за паметник на културата.